# Luxemburgische Badminton-Juniorenmeisterschaft
Luxemburgische Badminton-Juniorenmeisterschaften werden seit 1997 ausgetragen, pausierten 1998 und finden seitdem jährlich statt.

## Die Titelträger
| Saison | Herreneinzel         | Dameneinzel         | Herrendoppel                        | Damendoppel                        | Mixed                                |
| ------ | -------------------- | ------------------- | ----------------------------------- | ---------------------------------- | ------------------------------------ |
| 1997   | Daniel Melchior      | Carole Reisdorf     | nicht ausgetragen                   | nicht ausgetragen                  | nicht ausgetragen                    |
| 1998   | nicht ausgetragen    | nicht ausgetragen   | nicht ausgetragen                   | nicht ausgetragen                  | nicht ausgetragen                    |
| 1999   | Dimitri Hoffmann     | Isabelle Schumacher | Kevin Becker Chritian Schaack       | nicht ausgetragen                  | Dimitri Hoffmann Isabelle Schumacher |
| 2000   | Thierry Reinert      | Ida Hjortso         | Fabien Olsem Serge Gaspers          | Tamara Smit Ida Hjortso            | Fabien Olsem Nancy Mathias           |
| 2001   | Nima Amadzadeh       | Ida Hjortso         | Fabien Olsem Gilles Rassel          | Ida Hjortso Sandrine Frideres      | Nima Amadzadeh Tamara Smit           |
| 2002   | Gilles Rassel        | Tamara Smit         | Gilles Rassel Gregory Mergen        | Tamara Smit Claudine Barnig        | Gilles Rassel Nancy Mathias          |
| 2003   | Alain Sondag         | Tamara Smit         | Daniel Frederes Christian Gaspar    | Tamara Smit Corinne Collé          | Bas Smit Tâmara Smit                 |
| 2004   | Mathieu Serebriakoff | Michèle Bock        | Robert Mann Bas Smit                | Michèle Bock Anne Schumacher       | Mathieu Serebriakoff Michèle Bock    |
| 2005   | Mathieu Serebriakoff | Michèle Bock        | Mathieu Serebriakoff André Frederes | Michèle Bock Anne Schumacher       | Mathieu Serebriakoff Claudine Barnig |
| 2006   | Philippe Hengen      | Claudine Barnig     | Philippe Hengen Ben Speltz          | Claudine Barnig Zoé Schroeder      | Philippe Hengen Dominique Schummer   |
| 2007   | Philippe Hengen      | Claudine Barnig     | Philippe Hengen Ben Speltz          | Claudine Barnig Dominique Schummer | Philippe Hengen Claudine Barnig      |
| 2008   | Ben Speltz           | Claudine Barnig     | Andrea Reischl Ben Speltz           | Claudine Barnig Dominique Schummer | Ben Speltz Claudine Barnig           |
| 2009   | Joé Michels          | Zoé Schroeder       | Joé Michels Joël Fischbach          | Elisabeth Neumann Isabelle Neumann | Tom Barnig Zoé Schroeder             |
| 2010   | Joé Michels          | Zoé Schroeder       | Joé Michels Eric Solagna            | Annick Weides Zoé Schroeder        | Eric Solagna Annick Weides           |
| 2011   | Eric Solagna         | Annick Weides       | Eric Solagna Nils Noesges           | Annick Weides Myriam Havé          | Eric Solagna Myriam Havé             |
| 2012   | Mike Vallenthini     | Myriam Havé         | Mike Vallenthini Thomas Akis        | Myriam Havé Yasmine Roilgen        | Thomas Akis Stefka Hargiono          |
| 2013   | Mike Vallenthini     | Tessy Aulner        | Mike Vallenthini Thomas Akis        | Tessy Aulner Julie Aulner          | Thomas Akis Stefka Hargiono          |
| 2014   | Maxime Szturma       | Stefka Hargiono     | Yves Hoffmann Ben Rausch            | Stefka Hargiono Aude Meyer         | Maxime Szturma Aude Meyer            |
| 2015   | Martine Kolev        | nicht ausgetragen   | Yves Hoffmann Ben Rausch            | Xenio Loi Aude Meyer               | Yves Hoffmann Aude Meyer             |
| 2016   | Martine Kolev        | nicht ausgetragen   | Martin Kolev Ben Rausch             | Lisa Jungerwirth Caroline Betti    | Juno Thomas Caroline Betti           |
| 2017   | Juno Thomas          | nicht ausgetragen   | Juno Thomas Tobias Jonsson          | Diana Campos Sofia Campos          | Juno Thomas Maira Zieser             |
| 2018   | Yann Zaccaria        | Leda Dominic        | Yann Zaccaria Timo Jahangard        | Lisa Maria Jungerwirth Zoé Sinico  | Yann Zaccaria Lisa Maria Jungerwirth |
| 2019   | Yann Zaccaria        | Tara Zieser         | Kevin Hargiono Tobias Jonsson       | Lisa Maria Jungerwirth Zoé Sinico  | Yann Zaccaria Lisa Maria Jungerwirth |
| 2020   | Léo Hölzmer          | Shana Pauquet       | nicht ausgetragen                   | Kim Schmidt Zoé Sinico             | Léo Hölzmer Zoé Sinico               |
| 2021   | nicht ausgetragen    | nicht ausgetragen   | nicht ausgetragen                   | nicht ausgetragen                  | nicht ausgetragen                    |
| 2022   | Jérôme Pauquet       | Ajsela Licina       | Yannick Feltes Jérôme Pauquet       | nicht ausgetragen                  | Yannick Feltes Mara Hafner           |
| 2023   | William Wang         | Mara Hafner         | Pol Hild William Wang               | Shirine Rahmoun Zoé Du             | William Wang Kinga Toth-Kuthy        |
| 2024   | Noah Warning         | Daria Demchykhina   | Sam Reinert Noah Warning            | Mara Hafner Kinga Toth-Kuthy       | Mara Hafner Sylvester Decker         |